# 黑顶噪鹛
黑顶噪鹛（学名：Trochalopteron affine），是画眉科噪鹛属的一种，是海拔迁徙的候鸟，分布于缅甸、不丹、中国大陆、越南、印度和尼泊尔。该物种的保护状况被评为无危。
黑顶噪鹛的平均体重约为73.0克。栖息地包括亚热带或热带的高海拔疏灌丛和亚热带或热带的湿润山地林。该物种的模式产地在尼泊尔。

## 亚种
- 黑顶噪鹛指名亚种（学名：Trochalopteron affine affine）。分布于尼泊尔以及中国大陆的西藏等地。该物种的模式产地在尼泊尔。[3]
- 黑顶噪鹛亚东亚种（学名：Trochalopteron affine bethelae）。分布于尼泊尔、不丹以及中国大陆的西藏等地。该物种的模式产地在Thangu,sikkim。[4]
- 黑顶噪鹛四川亚种（学名：Trochalopteron affine blythii），是中国的特有物种。分布于?青海、甘肃、四川等地。该物种的模式产地在四川宝兴。[5]
- 黑顶噪鹛木里亚种（学名：Trochalopteron affine muliensis），是中国的特有物种。分布于四川、云南等地。该物种的模式产地在四川西南部木里。[6]
- 黑顶噪鹛滇西亚种（学名：Trochalopteron affine oustaleti）。分布于印度、缅甸以及中国大陆的西藏、云南等地。该物种的模式产地在云南茨姑。[7]
- 黑顶噪鹛滇东亚种（学名：Trochalopteron affine saturatus）。分布于越南以及中国大陆的云南等地。该物种的模式产地在越南北部FanSiPan。[8]